# 嘉定西駅
座標: 北緯31度22分44秒 東経121度13分23秒 / 北緯31.37889度 東経121.22306度
嘉定西駅（かていにしえき、中文表記: 嘉定西站）は中華人民共和国上海市嘉定区嘉定新城北部城区
勝辛路東龐家河南側に位置する上海地下鉄11号線の駅。

## 駅構造
- 島式ホーム1面2線の高架駅。可動式ホーム柵設置。

| 地上 二階  |                                |
|            | ←■11号線羅山路方面（白銀路駅） |
| 島式ホーム |                                |
|            | →■11号線嘉定北方面（嘉定北駅） |

## 駅出口
- 1号出口 - 駅東側、2号出口北
- 2号出口 - 駅東側、陳家山路北
- 3号出口 - 勝辛路東側、陳家山路北
- 4号出口 - 駅西側、3号出口北

## 歴史
- 2009年12月31日 - 開業。

## バス路線
- 嘉黄専線

## 隣の駅
上海地下鉄
■11号線
白銀路駅 - 嘉定西駅 - 嘉定北駅